# Wiktor Pugaczow
Wiktor Gieorgijewicz Pugaczow (ros. Виктор Георгиевич Пугачёв, ur. 8 sierpnia 1948 w Taganrogu) – radziecki pilot doświadczalny, Bohater Związku Radzieckiego (1988).

## Życiorys
Skończył szkołę średnią, od 1966 służył w Armii Radzieckiej, w 1970 ukończył wyższą wojskową szkołę lotniczą w Jejsku, w której następnie był lotnikiem-instruktorem. W 1977 został zwolniony do rezerwy w stopniu kapitana, w 1978 ukończył szkołę lotników doświadczalnych, a w 1980 Wydział Wieczorowy Żukowskiej Filii Moskiewskiego Instytutu Lotniczego, pracował jako pilot doświadczalny Lotniczego Instytutu Badawczego, testował wiele modeli samolotów. Od 1980 do 2001 był pilotem doświadczalnym OKB (Specjalnego Biura Konstruktorskiego) im. P. Suchoja, testował modele samolotów Su i ich modyfikacje. 28 kwietnia 1989 jako pierwszy na świecie samolotem Su-27 wykonał na małej wysokości akrobację lotniczą nazwaną Kobrą Pugaczowa. W latach 1986–1993 ustanowił 13 światowych rekordów lotniczych samolotem Su-27. W 1991 został zastępcą głównego konstruktora OKB im. Suchego ds. testów lotniczych. Otrzymał stopień pułkownika i 18 grudnia 1991 tytuł Zasłużonego Pilota Doświadczalnego ZSRR.

## Odznaczenia
- Złota Gwiazda Bohatera Związku Radzieckiego (31 października 1988)
- Order Lenina (31 października 1988)
- Order „Za zasługi dla Ojczyzny” III klasy (29 lipca 1999)
- Order Męstwa (2002)
- Order „Znak Honoru” (17 grudnia 1982)

I medale.